# Lokomotiva 363
Lokomotiva řady 363 (do roku 1987 řada ES 499.1) je jedna z nejrozšířenějších československých dvousystémových elektrických lokomotiv, po rozdělení federace používaná v obou jejích nástupnických zemích. V obou zemích je pro ni používána přezdívka „eso“.
Rychlé tempo elektrizace železničních tratí v ČSSR v sedmdesátých letech přineslo potřebu míst se stykem obou současně zaváděných proudových soustav – stejnosměrné 3 kV a střídavé 25 kV / 50 Hz. Po vzniku první tuzemské dvousystémové řady ES 499.0 (nyní 350) s odporovou regulací výkonu určené pro mezistátní rychlíkovou dopravu proto byla roku 1977 objednána výroba prototypů univerzálních lokomotiv na oba napájecí systémy již s moderní tyristorovou pulzní regulací. První dva stroje vyjely z bran závodu v roce 1980 pod továrním označením Škoda 69E a o čtyři roky později došlo k zahájení sériové výroby. Do roku 1990 bylo celkem vyrobeno 181 lokomotiv řady 363.
Lokomotivy řady 363 jsou koncipovány jako univerzální pro vozbu osobních i nákladních vlaků. Po oddělení nákladních divizí (ČD Cargo a ZSCS) byly zařazeny i do parku těchto společností a slouží tak na všech typech vlaků. Během více než tří desítek let provozu se staly předmětem mnoha rekonstrukcí a úprav s cílem prodloužení životnosti a zvýšení ekonomičnosti jejich provozu. Na větší části lokomotiv byly dodatečně provedeny změny vedoucí ke zvýšení maximální rychlosti na 140 km/h a byly přeznačeny na řadu 362. Od roku 2011 jsou provozovány i ve vratných soupravách s řídicími vozy Bfhpvee295.

## Vznik a vývoj

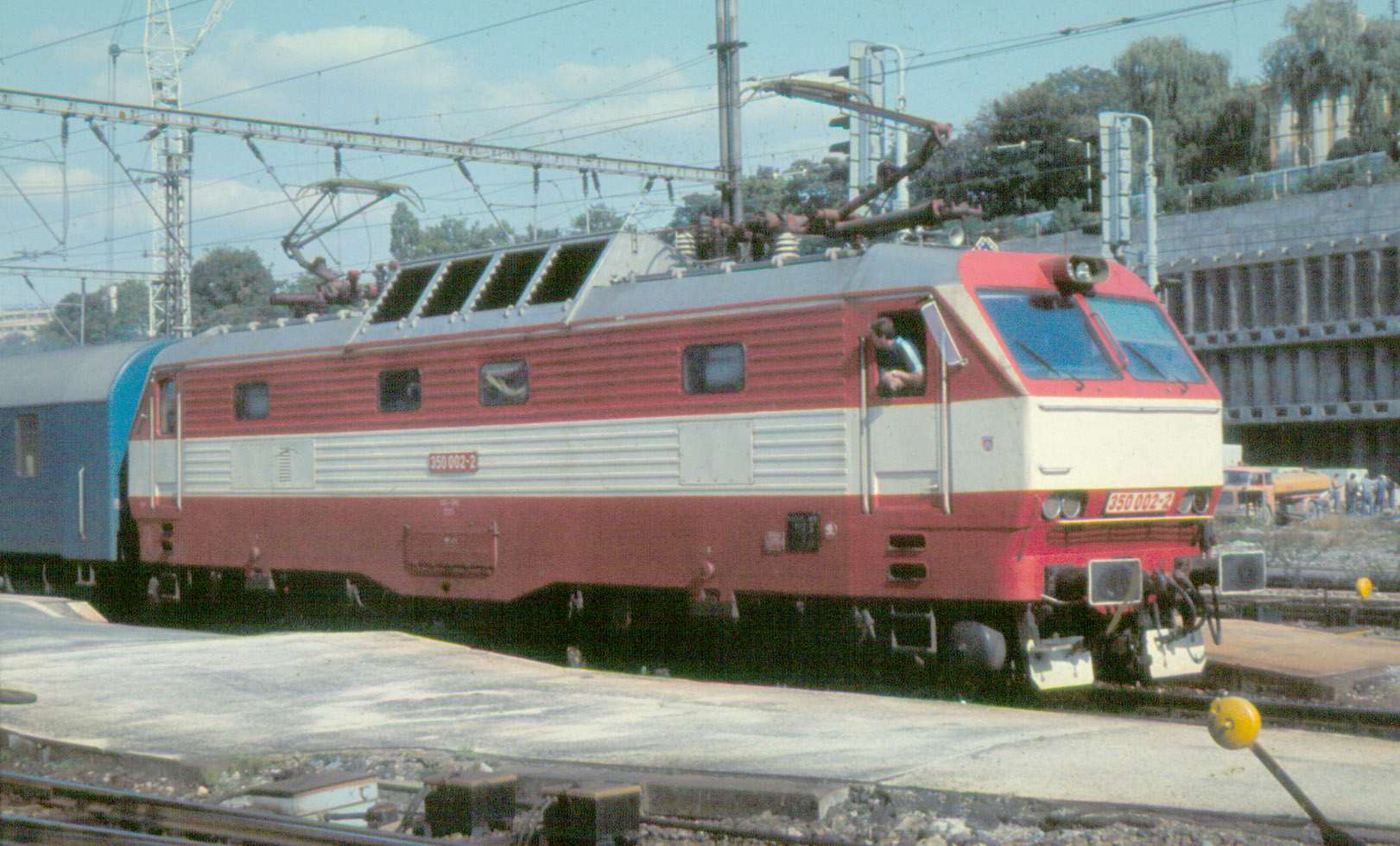
Lokomotiva řady ES 499.0

V první polovině sedmdesátých let 20. století byly pro tehdejší ČSD vyrobeny vůbec první dvousystémové lokomotivy z plzeňské Škodovky, řada ES 499.0 (dnes 350). Ta se stala v době vzniku jednou z nejpokrokovějších lokomotiv a mohla se měřit se soudobými zahraničními výrobky. I přes použití staršího typu odporové regulace je na lokomotivách možné nalézt uplatnění mnoha moderních prvků. Pouhých 20 vyrobených kusů (již záhy byl však jeden z nich zničen) ale bylo primárně určeno pro nejdůležitější mezistátní vlaky na hlavním tahu Praha – Bratislava – Budapešť a na ostatních výkonech musely být používány klasické jednosystémové lokomotivy. Ve spojení s postupující elektrizací dalších tratí a nutným vznikem styku obou proudových soustav stoupala potřeba nových moderních dvousystémových lokomotiv čím dál naléhavěji. Roku 1975 započala sériová výroba řady 350 a krátce nato, v únoru téhož roku, zadalo Federální ministerstvo dopravy ČSSR Škodě vývoj nového typu univerzální dvousystémové lokomotivy, uplatnitelné v osobní i nákladní dopravě. Nová lokomotiva již měla být vybavena moderní tyristorovou pulzní regulací výkonu a při maximální rychlosti 120 km/h nabídnout výkon okolo 3,5 MW.

## Výroba a zkušební provoz prototypů

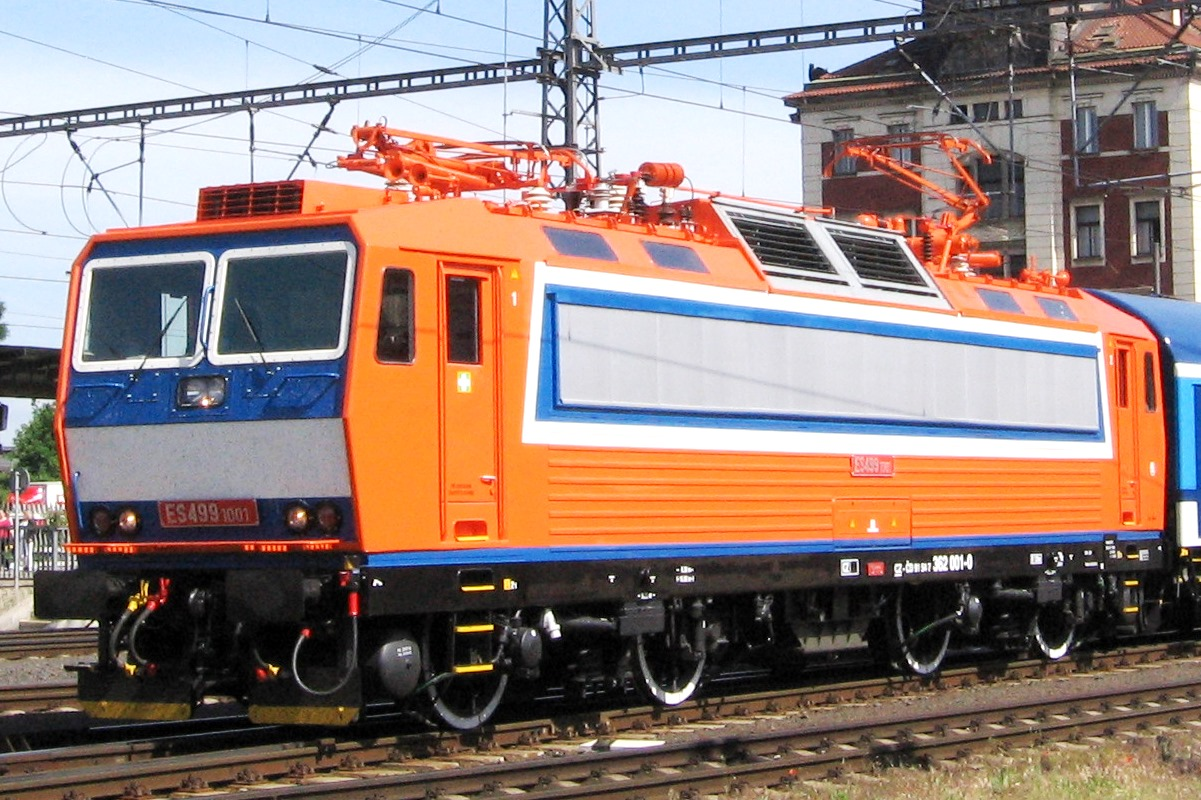
Prototyp označený jako ES 499.1001, dnes 362.001, v původním barevném schématu

Výroba prototypů byla objednána smlouvou mezi československým Federálním ministerstvem dopravy a Škodou ze dne 6. dubna 1977, zatímco konstrukční práce v té době již plně probíhaly. Po složitém a dlouhém vývoji byly první dva prototypy vyrobeny během roku 1979 a po dokončení o rok později převezeny ke zkouškám na cerhenický okruh. Na konci roku došlo k prvnímu nasazení v ostrém provozu, první prototyp podstoupil zajíždění na rychlících mezi Plzní a Chebem (díky blízkosti výrobního závodu kvůli případným opravám) a poté i spolu s druhým strojem procházel testováním na trati Jihlava – Kolín, aby mohlo být vyzkoušeno chování lokomotivy na styku trakčních soustav. Další zkoušky probíhaly i na tratích v okolí Jihlavy, poté střídavě opět na zkušebním okruhu. Oba prototypy převzaly dráhy v poslední den roku 1981 do lokomotivního depa Jihlava a za každý zaplatily 8 900 000 Kčs, ačkoli testování skončilo až v prosinci 1983.
Na jaře 1984 také proběhla předváděcí jízda druhé lokomotivy v Jugoslávii (konkrétně na území Chorvatska a Slovinska), z exportních vyhlídek však sešlo především pro nedostatek financí na straně zájemce a úvahy o zrušení stejnosměrné proudové soustavy. I zde lokomotiva předvedla velmi dobré výkony a do stoupání až 30 promile dokázala uvézt vlak o hmotnosti 605 tun rychlostí do 60 km/h.
V průběhu zkoušek a po nich byly lokomotivy mnohokrát upravovány a některé součásti vyměňovány s cílem zvýšit spolehlivost a užitnou hodnotu konstrukce, například původní odporové pomocné pohony prošly výměnou za modernější typu Unipuls. Později bylo provedení prototypů téměř sjednoceno se sériovými stroji.

## Technický popis
Lokomotiva je klasického skříňového typu se dvěma stanovišti strojvedoucího na čelech. Ve své době moderní hranatý design lokomotivní skříně je z větší části unifikovaný se souběžně vyvíjenými stroji řady 131 a byl tvořen ve spolupráci s průmyslovými výtvarníky. Prototypy se od sériových strojů zřetelně odlišovaly absencí prolisů na bocích stanovišť (do konce roku 2016, u 363.002, nyní 362.002 jsou již prolisy dodatečně dosazeny), starším typem pozičních světel a dalšími detaily. Pojezd tvoří dva dvounápravové podvozky, na nichž je lokomotivní skříň uložena prostřednictvím podvlečených příčníků. Přenos tažných sil se děje pomocí otočných čepů. 
K odběru proudu slouží dva polopantografy na střeše lokomotivy. Regulace výkonu je tyristorová pulzní s řídicí elektronikou s pokrokovými polovodičovými prvky (na svou dobu bylo toto řešení unikátem a evropskou špičkou). Hlavním článkem soustavy jsou pulzní měniče v srdci lokomotivy, do nichž přichází zpracovaný proud od trakčního usměrňovače. Samotné měniče pak obstarávají regulaci výkonu trakčních motorů (typ Al 4542 FiR), které jsou celkem čtyři (pro každé dvojkolí jeden) a jsou uloženy v rámech podvozků. Na jedné bočnici jsou rozsáhlé žaluzie, zajišťující chlazení celého pohonného soustrojí, na druhém boku lokomotivy se pak nacházejí čtyři kulatá okna.
Řízení lokomotivy a regulace tažné síly jsou obstarávány pákovým kontrolérem, jež umožňuje jízdu jak v manuálním, tak automatickém režimu (s pomocí systému Automatické regulace rychlosti). Přesné zadání požadované rychlosti se realizuje klávesnicí na řídicím pultu.

## Dodávky

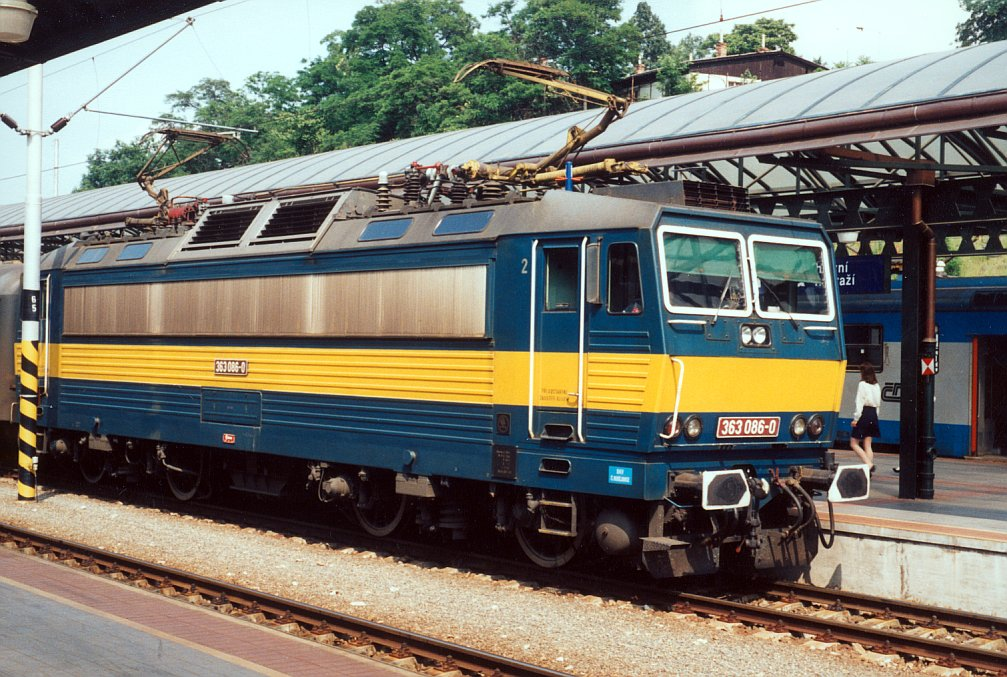
Stroj řady 363 na pražském hlavním nádraží, 1995

Po úspěšném zkušebním provozu prototypů, jenž vykázaly vynikající výsledky, bylo přikročeno k sériové výrobě. První sériové lokomotivy přišly v září roku 1984 do depa Přerov a premiérové nasazení proběhlo na vlacích na nově elektrizované břeclavské trati, kde také elektrický provoz zahájily (lokomotiva ES 499.1009 dne 29. března 1985). Prototypy zůstaly po dlouhá léta v Jihlavě a až roku 1996 došlo k jejich předání do Přerova a následně do Brna, kde jsou do současnosti (2024). Další vyrobené kusy byly dodávány do ostatních velkých dep na stycích obou proudových soustav, jimiž byla depa v Plzni, Praze, Českých Budějovicích a Bratislavě. Postupným doobjednáváním dalších sérií se konečný počet vyrobených lokomotiv zastavil na čísle 181 v celkem pěti sériích; poslední lokomotivy páté série obdrželo depo Bratislava v roce 1990. Mimo tuto číselnou řadu byl v roce 1987 vyroben stroj 362.001 s převodem pro rychlost 140 km/h. Přestože plány předběžně počítaly s hromadnou výrobou i těchto upravených lokomotiv, nakonec k ní nedošlo a ke „zrychlování“ na rychlost 140 km/h došlo až mnohem později (viz dále).

## Provoz

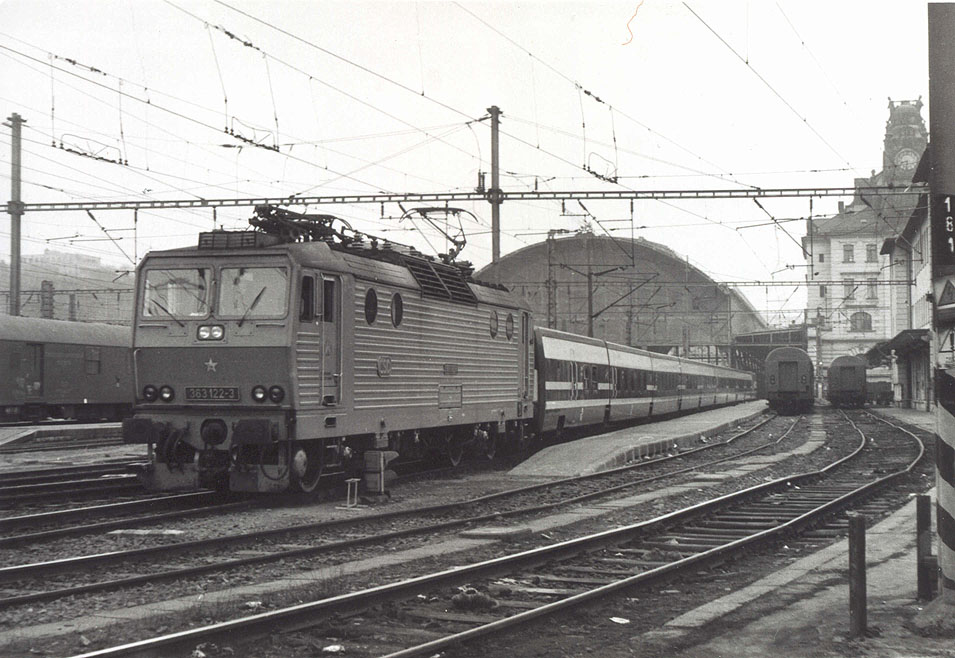
363.122 v Praze v březnu 1993 s Talgem. Modro-žlutá barevná kombinace na černobílých fotografiích zcela zanikala

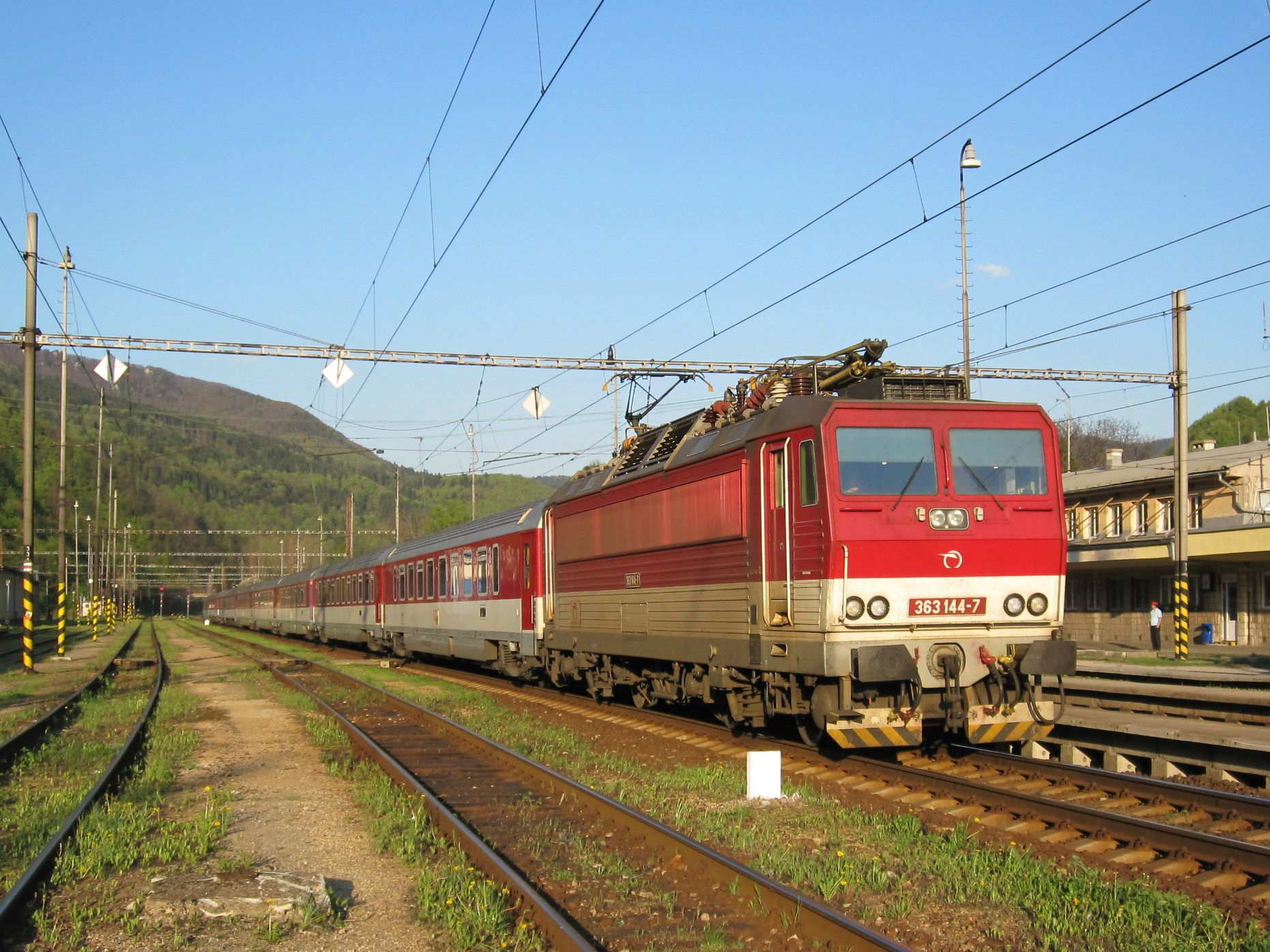
Lokomotiva 363.144 v korporátním nátěru stylu Blonski

Vzhledem k velmi pokrokovému až takřka revolučnímu řešení přinesly nové lokomotivy velký přínos v provozu. Po jejich zařazení odpadly časově i technicky náročné přepřahy na stycích soustav a mohly se tak zkrátit cestovní doby na mnoha tratích. I přes počáteční problémy a závady spolehlivost lokomotiv postupně stoupala a dnes patří mezi nejspolehlivější stroje na českých i slovenských kolejích vůbec.
Během více než 30 let provozu lokomotivy sloužily na většině elektrizovaných tratí napříč celým někdejším Československem, od Františkových Lázní po Čiernou nad Tisou. Za dob jejich působení v depu na Masarykově nádraží v Praze byly lokomotivy nasazovány i na prestižní vlaky kategorie EC mezi Prahou a Bratislavou, toto je však po jejich odchodu z Prahy již minulostí. Na několika hlavních tratích také zahajovaly elektrický provoz – kromě již zmíněné trati Přerov – Břeclav to byla například v lednu 1999 trať Brno – Česká Třebová. V osobní dopravě vždy vozily dálkové rychlíky a osobní vlaky na tratích mezi oběma napájecími soustavami. Na nákladních vlacích jsou jejich doménou nákladní expresy a těžké vlaky mezi velkými železničními uzly, jezdí takto například mezi Bohumínem a Břeclaví či na trati Bratislava – Žilina.
V současnosti (2016) jsou lokomotivy v majetku čtyř dopravců – osobních Českých drah a Železničné spoločnosti Slovensko a nákladních dopravců ČD Cargo a ZSSK Cargo. V České republice jsou dislokovány v depech Plzeň, Brno, České Budějovice, Ostrava a Ústí nad Labem, odkud jezdí na všech typech vlaků na hlavních tratích. Plzeňské lokomotivy zajíždějí v čele rychlíků až do Děčína, brněnské jsou k vidění od Prahy po Bohumín a nákladní stroje ČD Cargo křižují v čele vlaků celou republiku.
Na Slovensku byla situace dlouhá léta neměnná – všechny lokomotivy se nacházely v Bratislavě a hlavní práci pro ně tvořilo vedení rychlíků a osobních vlaků na hlavní trati do Žiliny a Košic, případně až Trebišova. Po dodávkách rekonstruovaných lokomotiv řady 361 (vznikly z řady 163 a s řadou 363 nemají kromě tvaru skříně mnoho společného) ale jejich pozice v osobní dopravě na této trati upadla, proto byla část lokomotiv převedena na trať do Zvolena a Banské Bystrice, kde nahradila starší stroje řady 240.
Přestože jsou lokomotivy v rámci prováděných periodických oprav lakovány do korporátních nátěrů (u ČD stylu Najbrt, u ZSSK Blonski), je několik lokomotiv opatřeno historizujícími „retro“ nátěry. U ČD jsou těmito stroji lokomotivy 362.001 (původní první prototyp po zrychlení v atypickém modro-oranžovém továrním schématu, ve kterém opustil výrobní závod) a 078 (klasické modré schéma se žlutým výstražným pruhem), na Slovensku je takovýmto zástupcem lokomotiva 363.136.

## Modernizace

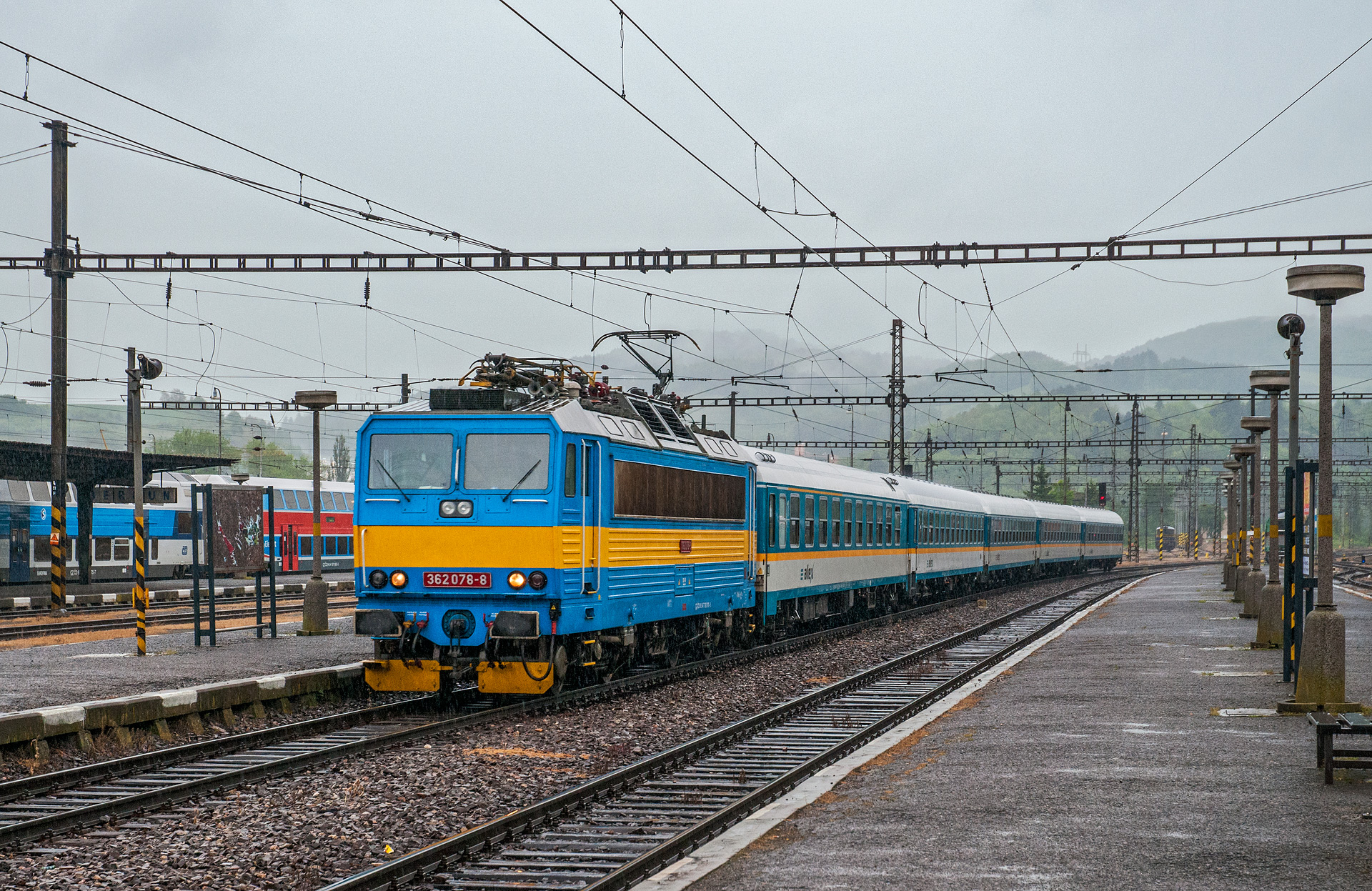
Lokomotiva 362.078 v retro nátěru

Od počátku provozu jsou lokomotivy podrobovány nejrůznějším úpravám a drobným rekonstrukcím. Jako ty nejdůležitější je možno jmenovat postupné dosazení elektronických rychloměrů Metra (u některých strojů UniControls), montáž novějších typů sběračů, modernizace klimatizačního systému, výměny původních brzdových špalků za modernější metal-keramické a mnoho jiných.

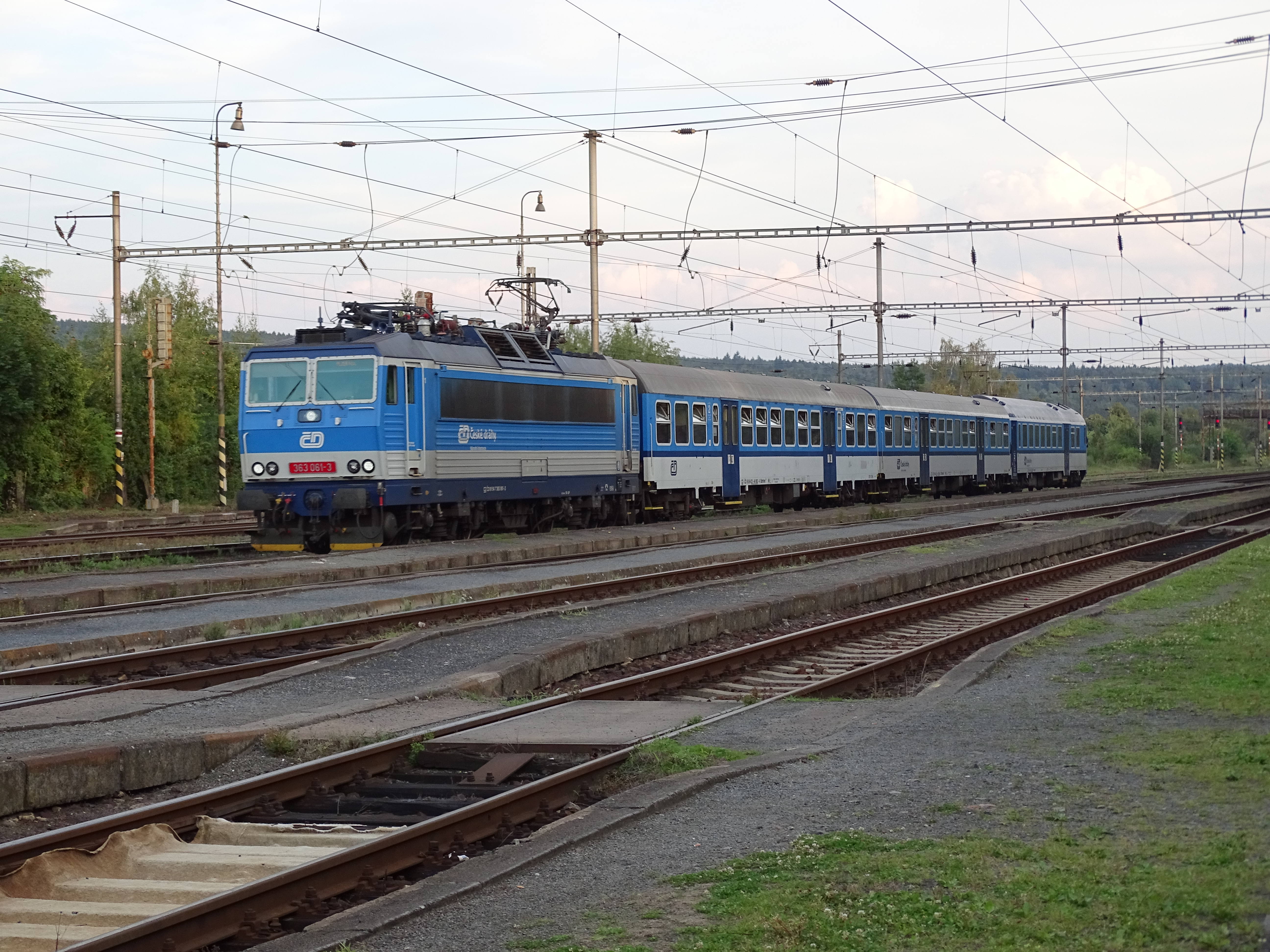
Vratná souprava s modernizovanou lokomotivou 363.061

Vzhledem k nerealizovaným dodávkám lokomotiv řady 362 s převodem pro rychlost 140 km/h začal být po roce 2000 zřejmý nedostatek lokomotiv schopných dosáhnout této rychlosti. První lokomotivy řady 363 sice prošly „zrychlením“ již mezi lety 1993 a 1994, ale jednalo se o malý počet (9 strojů), který nemohl stačit. V roce 2002 proto začaly práce na úpravách lokomotiv ve větší míře. Až do roku 2009 navíc probíhaly výměny podvozků a nápravových převodovek se stroji řady 162, kterým tímto naopak klesla maximální rychlost na 120 km/h a byly přeznačeny na řadu 163.2. Po tomto datu začala výroba nové nápravové převodovky určené pro zrychlení lokomotiv a při rekonstrukci tak dochází k jejich výměně přímo na lokomotivě; prvním strojem, který prošel touto rekonstrukcí, se stala 363.163. Stroje byly následně označeny řadou 362, při zachování původního inventárního čísla. Touto úpravou pak prošly všechny zbývající lokomotivy ČD – v roce 2020 byly takto upraveny poslední 2 lokomotivy. Na Slovensku k rekonstrukcím přistoupili podobně, zrychlené lokomotivy ale obdržely označení navazující na původní prototyp 362.001. Ve všech případech dostaly upravené lokomotivy také tlumiče vrtivých pohybů, dále došlo k úpravám zabezpečovače, dosazení nových oken s dvojitými bezpečnostními skly a provedeny byly i další změny, aby lokomotivy vyhověly legislativě podmiňující provoz rychlostí nad 120 km/h. U nákladních dopravců tyto rekonstrukce prováděny nejsou, vzhledem k nemožnosti využití vyšší rychlosti při vozbě těžkých souprav.
Dodávky nových řídicích vozů pro ČD po roce 2010 si vynutily další nutné úpravy pro provoz s těmito vozy. Kromě nejdůležitější řady 163 se tyto změny uskutečnily i na některých strojích řady 363. Vybrané kusy obdržely počítač a jednotku, umožňující ovládání z řídicího vozu, WTB sběrnici a další novinky. Hlavním typem vozů provozovaných s řadou 363 je řada 961 (Bfhpvee295). Poslední takto upravené lokomotivy jsou dislokovány v SÚ Plzeň a vozí Os vlaky do Berouna.[zdroj?]

## Odvozené typy
Už od počátku projektování bylo s lokomotivou řady 363 počítáno jako se základním kamenem budoucí unifikované řady elektrických lokomotiv pro nejrůznější použití. Základní konstrukční uzly měly být pro všechny typy společné, rozdíly vznikaly až v jednotlivých dílčích celcích. Postupem času tak vzniklo několik typů:
- Řada 162 – verze řady 163 pro rychlost 140 km/h
- Řada 163 – čistě stejnosměrná verze, jenž vznikla vypuštěním střídavé části řady 363
- Řada 263 – čistě střídavá verze, vrchol vývoje řady x6x (došlo k modernizaci regulace, maximálnímu využití polovodičových dílů a stroj 263.002 se stal vůbec prvním vozidlem ČSD, v jehož obvodech byl instalován procesor)
- Řada 362 – verze řady 363 pro rychlost 140 km/h (vyroben nejdříve jeden prototyp 362.001 (viz výše), dále vytvořeny další kusy sloužící ve flotile ČD a ZSSK
- Řada 363.2 – lokomotivy vzniklé přestavbou odkoupených lokomotiv ČD řady 163. Přestavbu pro ČD Cargo provedla přerovská dílna ČMŽO. Objednáno je 25 kusů s opcí na dalších 30 lokomotiv.[13] Většina těchto lokomotiv je dislokována do SOKV Ústí nad Labem.[14]
- Řada 363.5 – lokomotivy vzniklé mezi lety 2011 a 2012 přestavbou stejnosměrných strojů řady 163; modernizace provedla plzeňská Škoda Transportation ve spolupráci s dceřinou firmou Pars nova  pro ČD Cargo pod továrním označením 71Em.[15][16]
- Řada 371 – verze řady 372, vzniklá zvýšením maximální rychlosti z 120 km/h na 160 km/h
- Řada 372 – verze pro soustavy 3 kV a 15 kV / 16,7 Hz, určená pro přeshraniční dopravu do NDR (vzhledem k požadavkům německé strany ale konstruktéři použili zastaralou odporovou regulaci a přestože je tato řada vývojově nejmladší, je technicky nejzastaralejší)

Ačkoliv je možné v těchto lokomotivách nalézt vnější podobnost s řadou 131, po technické stránce jde o stroj zcela jiné koncepce (řada 131 vznikla ještě dříve než řada 363 a je u ní použita odporová regulace).
Díky celkové úspěšnosti typové řady x6x bylo uvažováno o výrobě dalších verzí s možností exportu upravených strojů i do zahraničí. Druhý z prototypů řady 363 absolvoval v roce 1984 předváděcí jízdy v Jugoslávii, kde obstál s velmi dobrými výsledky. Přes jednání se zástupci místních železnic ale nakonec k žádnému exportu lokomotiv nedošlo a podobně dopadla jednání i s jinými zájemci. Jedním z rozhodujících faktorů byla plná výrobní kapacita plzeňského závodu, který ve velkém vyráběl lokomotivy po tuzemsko a SSSR, a na další vývoz by se tak už nedostávalo kapacity. Mnoho konstrukčních prvků vyzkoušených na lokomotivách řad 363 a 163 našly ale využití při výrobě asynchronní lokomotivy řady 169 a později také nákladních lokomotiv řady 184.

## Budoucnost

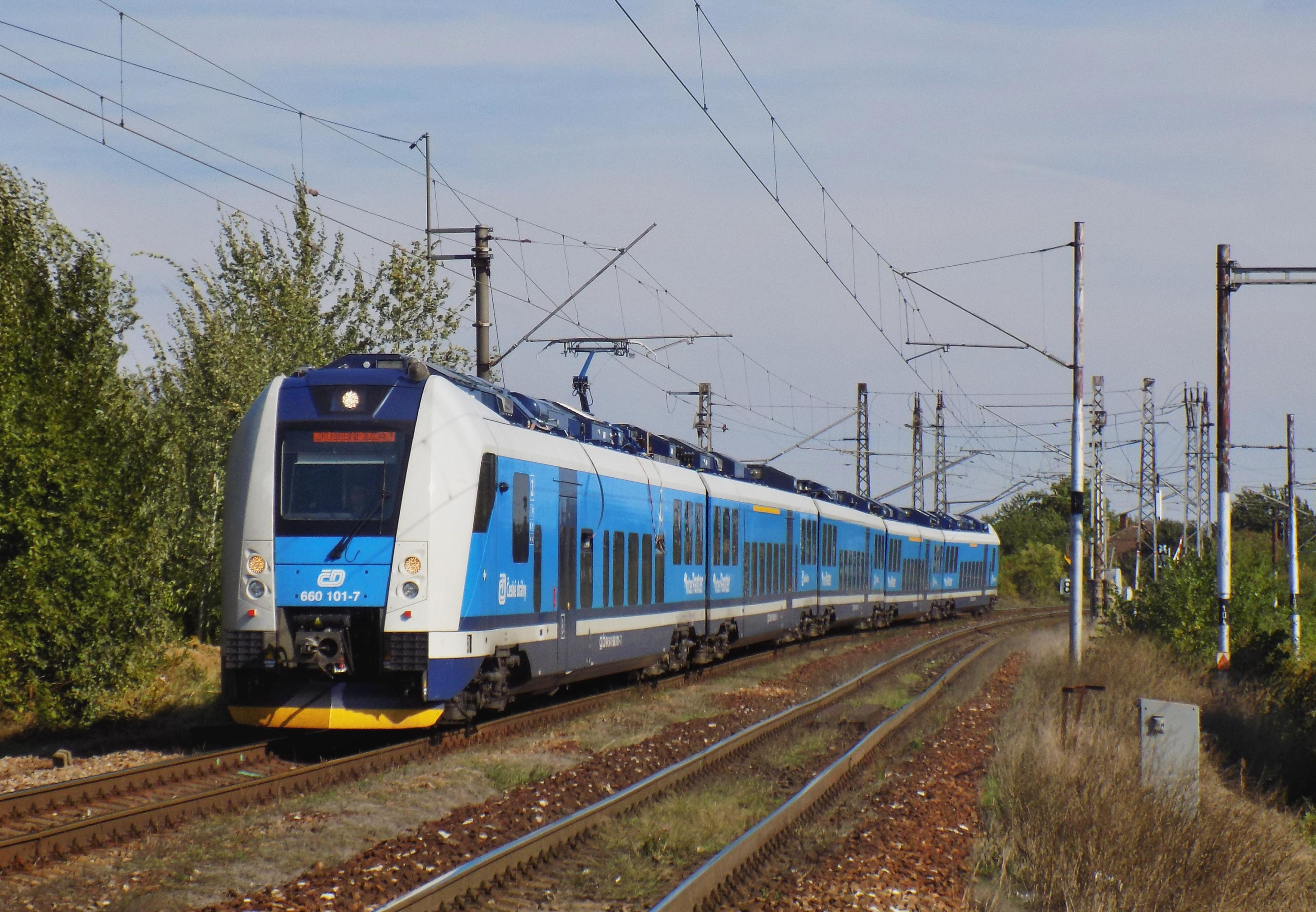
Jednotka InterPanter

I přesto, že lokomotivy v mnohém předběhly svou dobu a po řadu let byly po technické stránce špičkou, patří dnes již mezi poměrně zastaralé typy. Roku 2015 začala jejich částečná náhrada moderními elektrickými jednotkami InterPanter (první jednotky testovány na rameni Brno – Břeclav – Olomouc v listopadu toho roku) na některých rychlíkových vozebních ramenech a potřeba lokomotiv tím klesla. Na tratích Praha – Brno a Brno – Šumperk byl provoz jednotek InterPanter zahájen v lednu 2016. Celkem je ale stále v provozu počítáno s většinou lokomotiv, jelikož adekvátní náhrada není na obzoru. V nákladní dopravě si své postavení taktéž nadále drží, dodané rekonstruované lokomotivy řady 363.5 pro ČD Cargo jsou totiž určeny mimo jiné i pro mezinárodní vozbu a na domácích výkonech jsou lokomotivy „klasické“ řady 363 nenahraditelné.

## Galerie

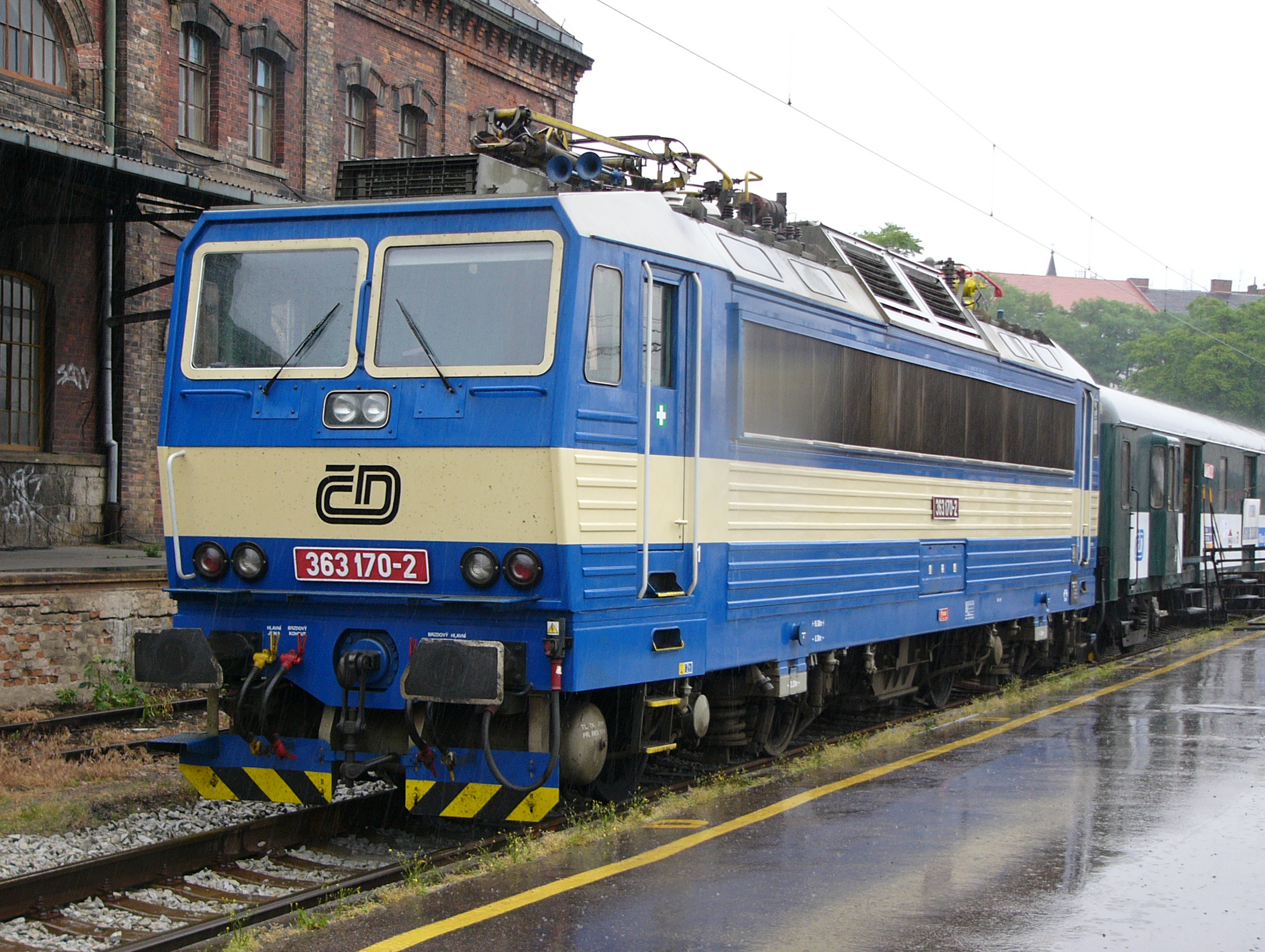
Železniční stanice Žilina, lokomotiva 363.143 v čele expresu do Košic
- Lokomotiva 363.170 v Brně
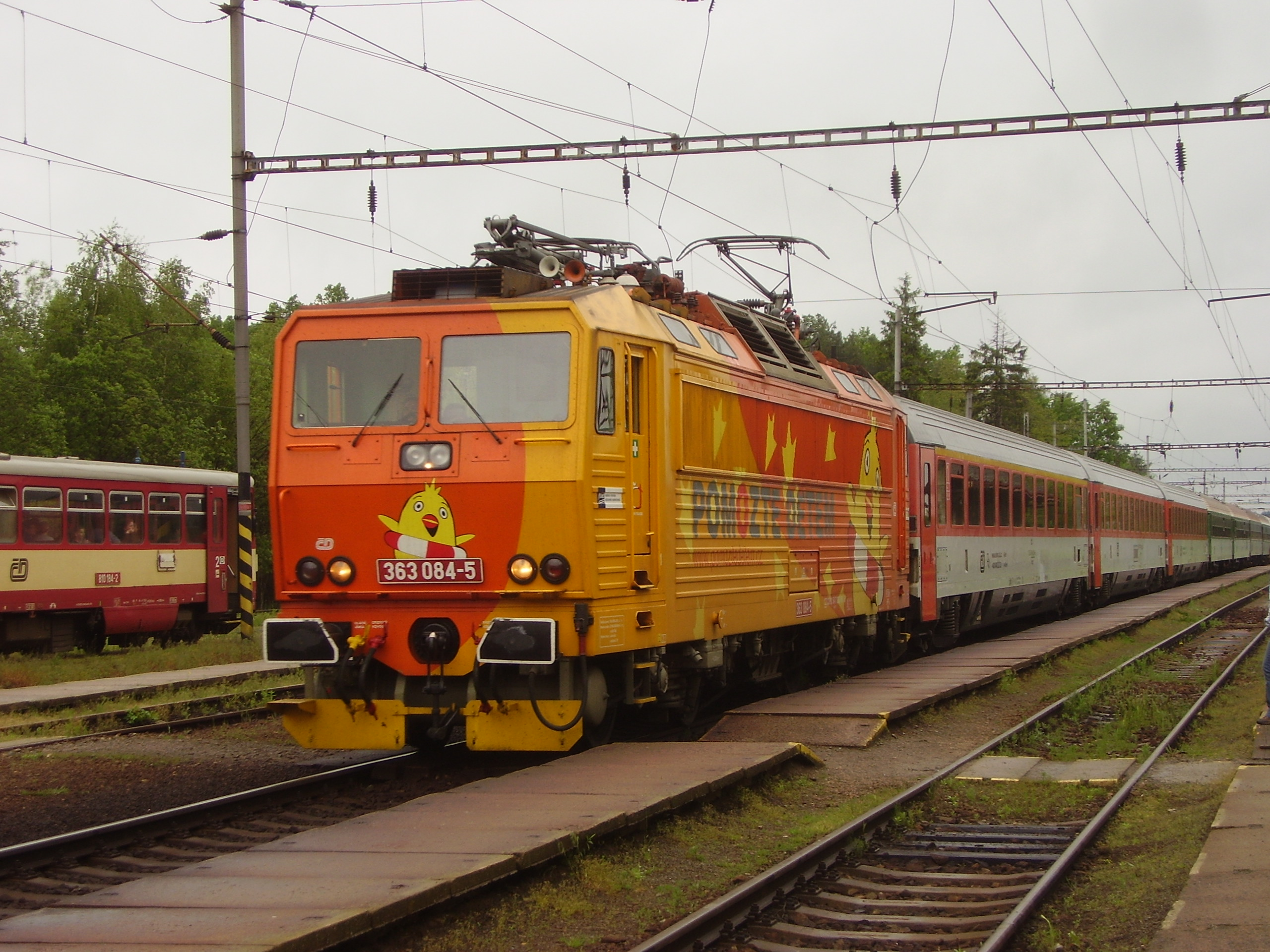
Lokomotiva 363 v reklamním nátěru sbírky Pomozte dětem
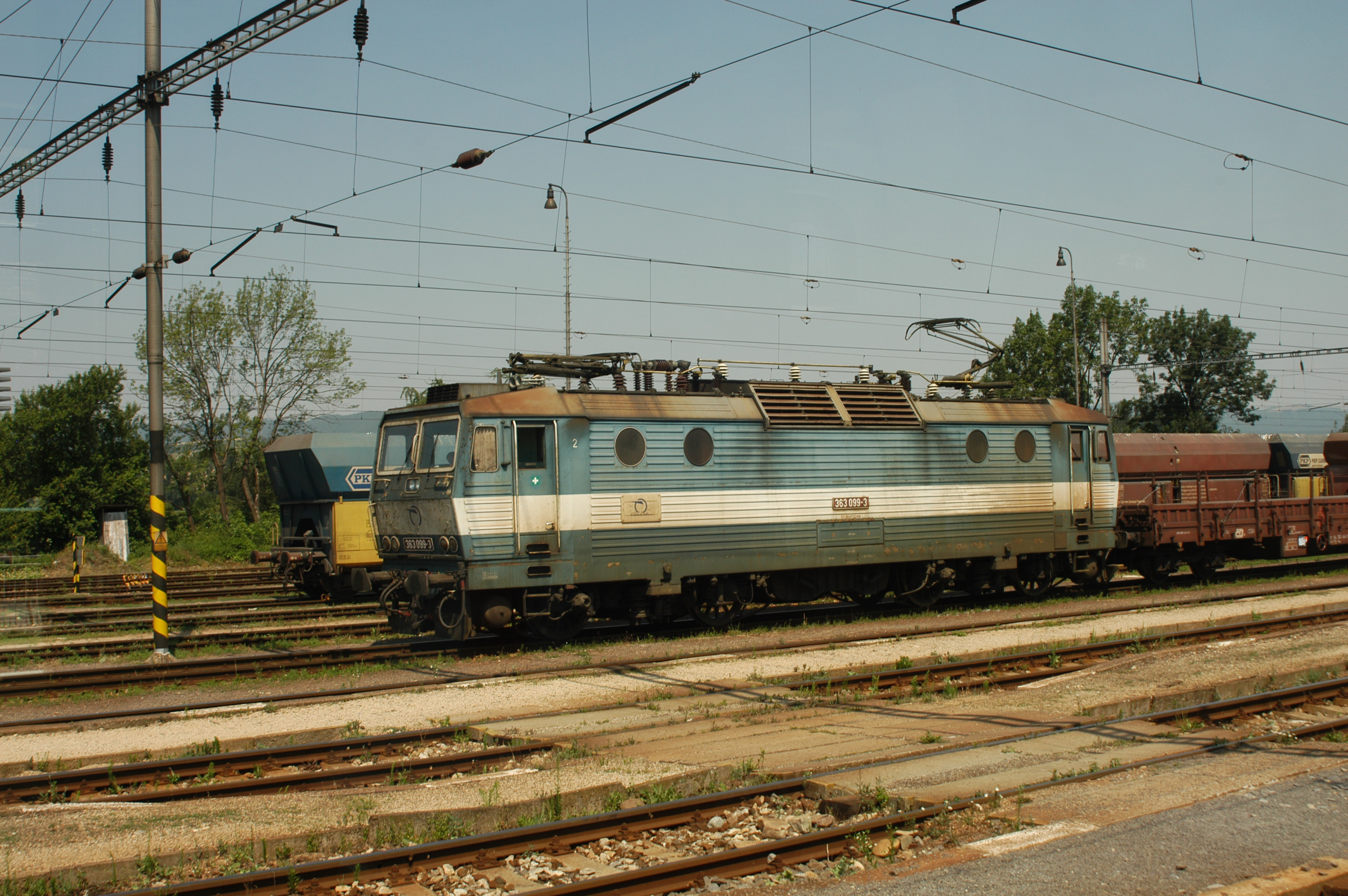
Lokomotiva 363.099 ZSSK Cargo
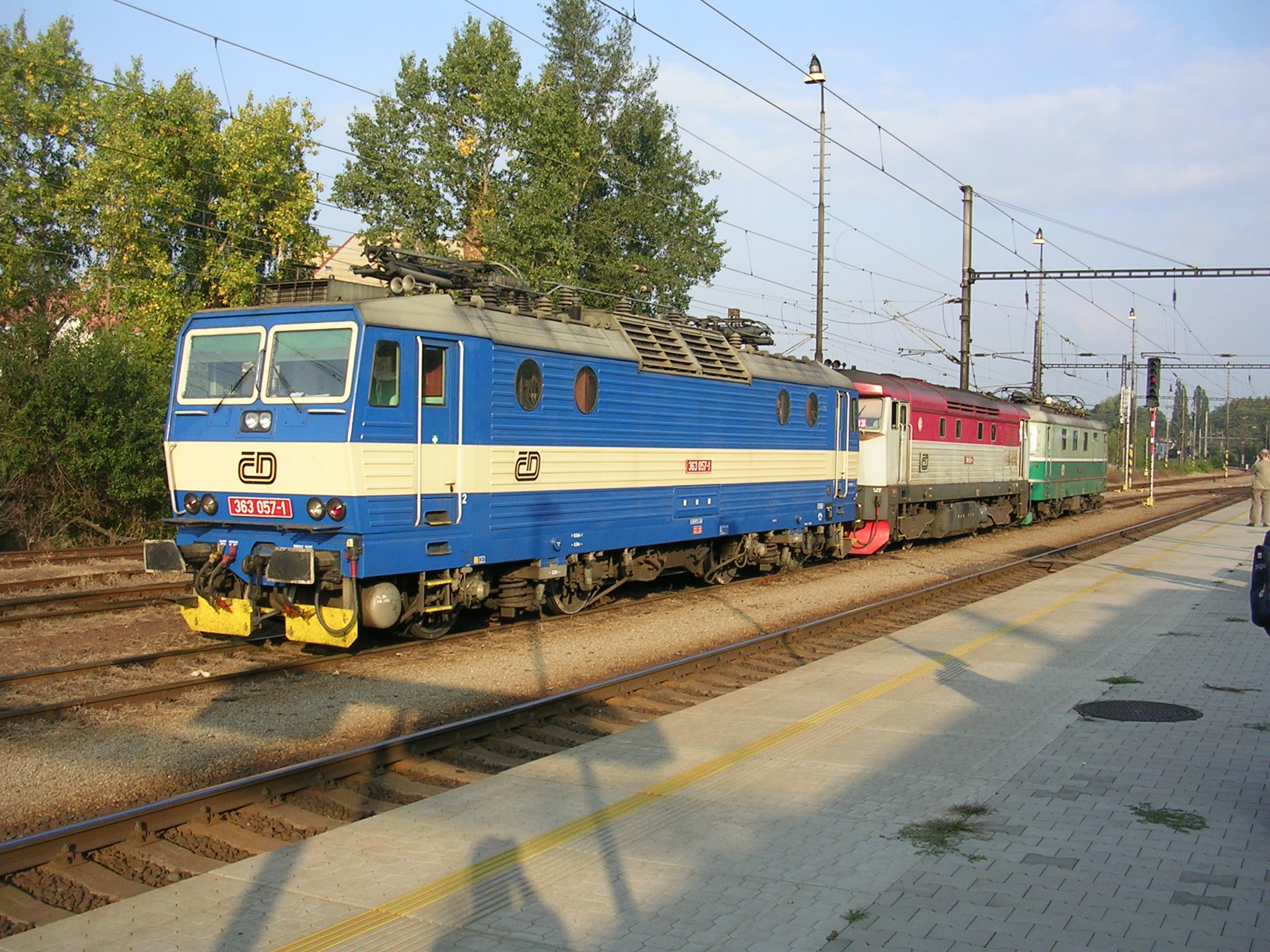
Stroj 363.057 v Praze-Libni
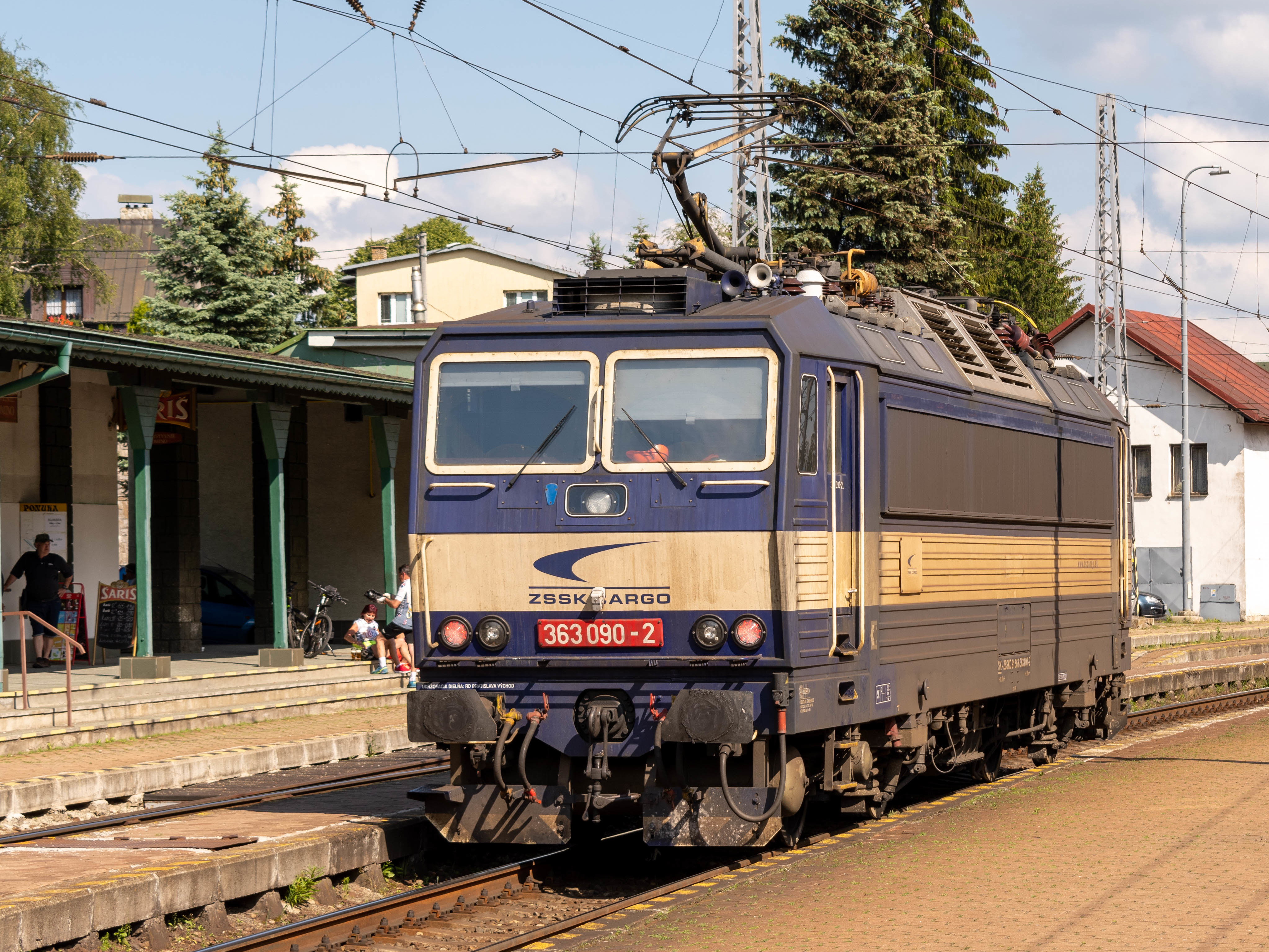
Lokomotiva 363.090 dopravce ZSSK Cargo ve stanici Štrba
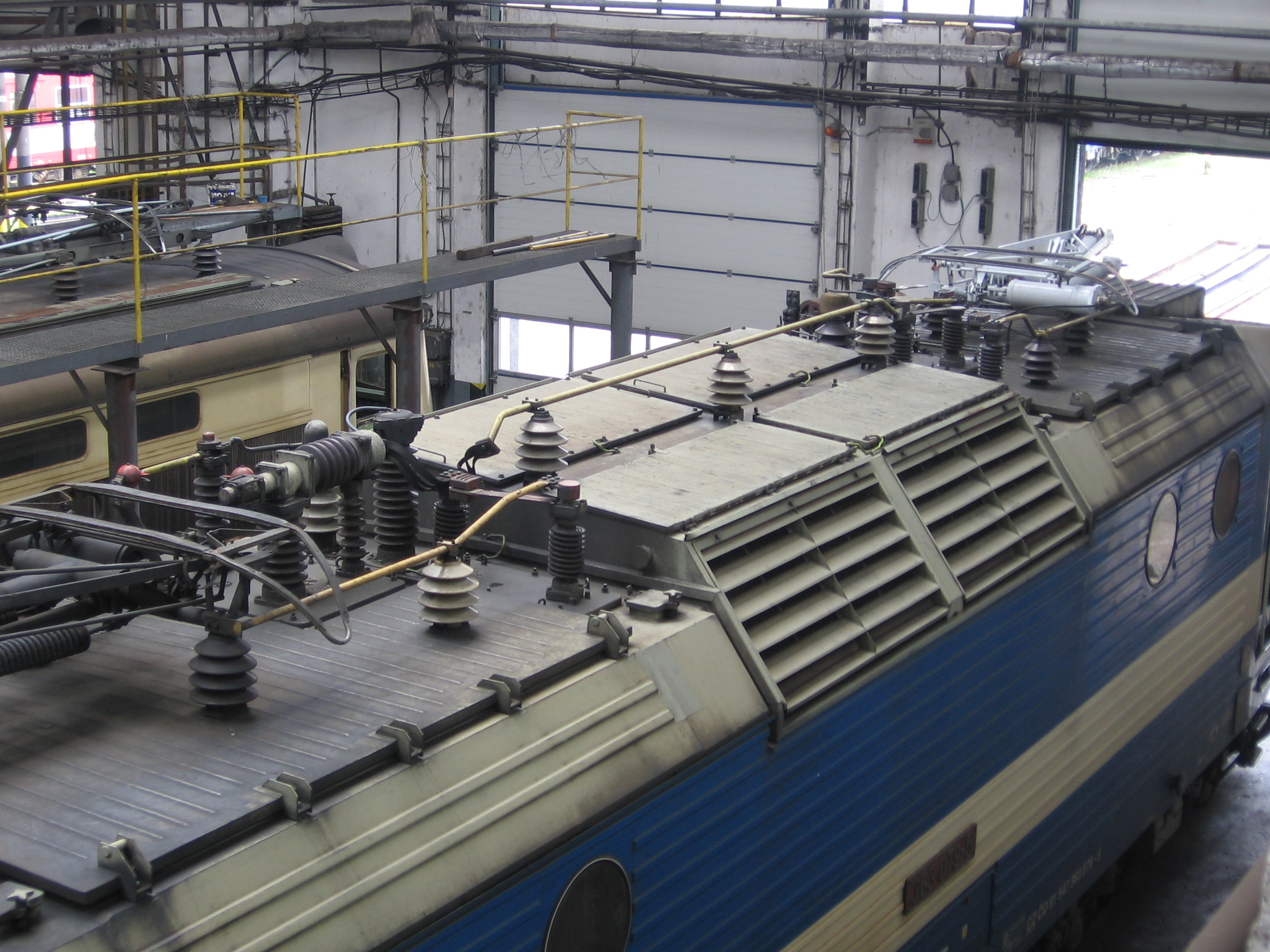
Střecha lokomotivy 363.079
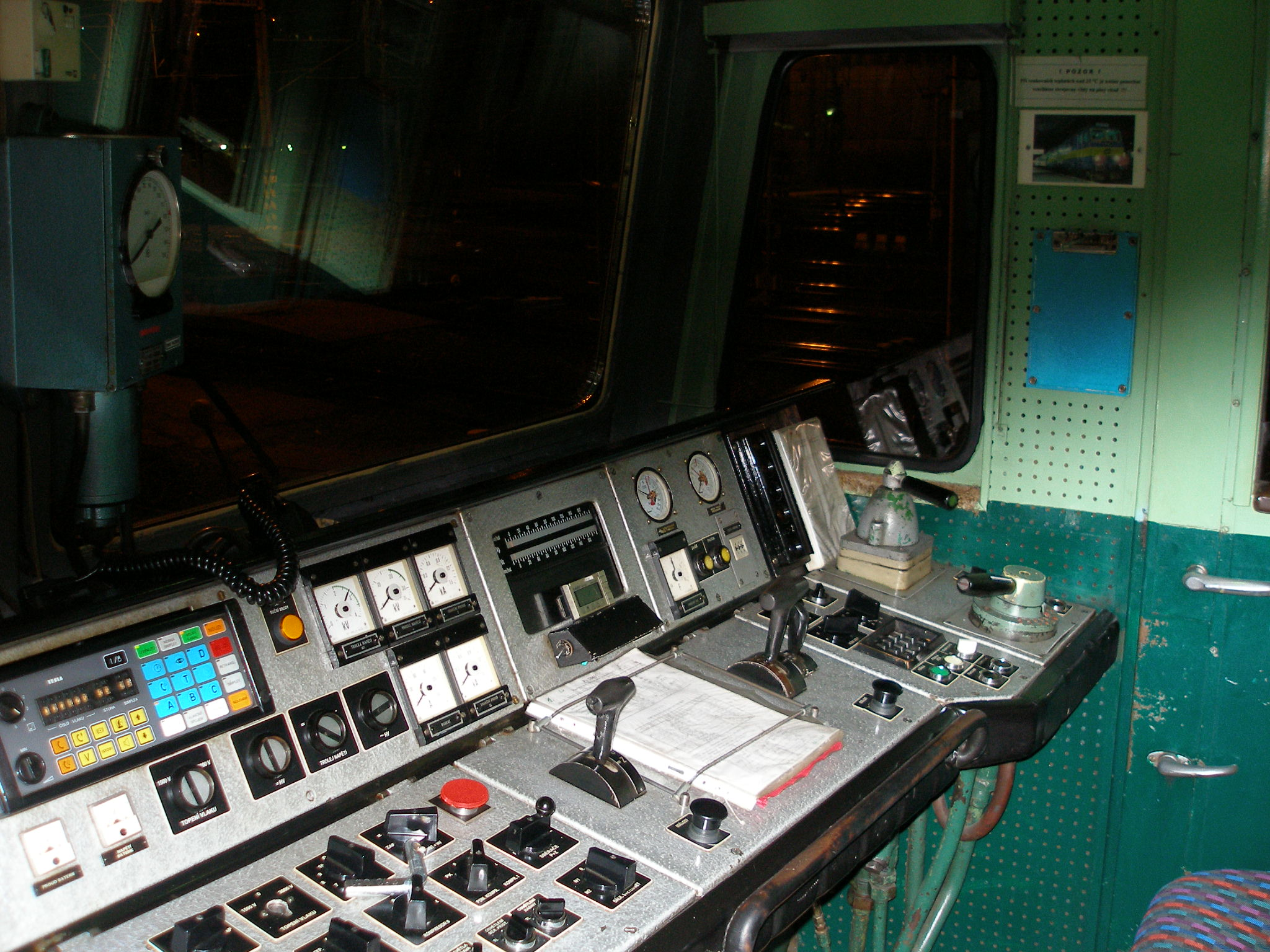
Stanoviště strojvedoucího